# Hosein Dehqán
Hosein Dehqanipudé, conocido como Hosein Dehqán (n. en Shahrezá, 3 de marzo de 1957-) es un militar iraní y ministro de Defensa de la República Islámica de Irán.
Dehqán es general de brigada (retirado en 2003) de la Fuerza Aérea del Ejército de los Guardianes de la Revolución Islámica y doctor en Administración por la Universidad de Teherán.

## Carrera
Hosein Dehqán, nacido en Shahrezá (provincia de Ispahán) en 1957, se unió al Ejército de Guardianes de la Revolución Islámica (Pasdarán) poco después de la Revolución Islámica de 1979, y ascendió rápidamente al mando de la región de Teherán, que ejerció entre 1980 y 1982. En este año, tras la invasión israelí de Líbano fue destacado al Levante para dirigir los contingentes de la Guardia Revolucionaria en Siria, y a continuación en Líbano, y participó en la formación militar de Hezbolá.
De regreso en Teherán en 1984, retomó el mando del cuartel central de Teherán, Cuartel Sarollah. En 1986, fue designado subcomandante de la Fuerza Aérea de los Pasdarán, de la que asumió el mando tras cuatro años. En 1992 ascendió a subjefe del Estado Mayor Conjunto de los Pasdarán. 
Dehqán ejerció durante un breve lapso la Fundación Cooperativa de los Pasdarán en 1996, hasta que tras la elección de Mohammad Jatamí en junio de 1997 pasó a ser viceministro de Defensa bajo el mando de Alí Shamjaní, fundión que desempeñó durante seis años, más uno como asesor del ministro.
Dehqán fue designado vicepresidente del gabinete de Mahmud Ahmadineyad en 2005, así como presidente de la Fundación Mártires de la Revolución Islámica, hasta ser sustituido en julio de 2009 por Masud Zaribafán. 
Tras el paso por los gabinetes de Jatamí y Ahmadineyad, Dehqán se reunió de nuevo con Alí Shamjaní en el Centro de Estudios Estratégicos de las Fuerzas Armadas iraníes durante un año, y en abril de 2010 pasó a presidir la comisión de Política, Defensa y Seguridad de la Asamblea de Discernimiento del Interés del Estado.
Dehqán ha ejercido como docente en diversas universidades iraníes: Universidad Imam Hosein, Universidad Malek Ashtar, Universidad Superior de Defensa Nacional, Universidad Allamé Tabatabaí y Universidad Islámica Azad.

## Relaciones y posición política
Hosein Dehqán ha sido descrito como uno de los principales comandantes de parte iraní en la guerra Irán-Irak (1980-1988) junto a Mohsén Rezaí, Rahim Safaví y Gholamalí Rashid.
Dehqán adquirió durante sus años de experiencia operativa en Líbano y Siria, contemporánea con la formación de Hezbolá, así como a través de las actividades de la Fundación de los Mártires, una relación estrecha con los aliados fundamentales de Irán en Oriente Medio. Dehqán es además miembro del Partido del Desarrollo y la Moderación del presidente Hasán Rouhaní y ha servido como asesor al presidente de la Asamblea Consultiva Islámica, Alí Lariyaní, y al alcalde de Teherán, Mohammad Baqer Qalibaf. Dehqán se distanció de Ahmadineyad en agosto de 2012, tras meses de enfriamiento de las relaciones de éste con el jefe del estado iraní, Seyyed Alí Jameneí.

## Gobierno de Hasán Rouhaní
Propuesto como ministro de Defensa por el presidente electo Hasán Rouhaní el 4 de agosto de 2013, la Asamblea Consultiva Islámica aprobó su designación con 269 votos favorables, 10 contrarios y 5 abstenciones.